# Dohuk Sports Club
Duhok Sport Club (em árabe: نادي دهوك الرياضي , curdo: انه‌یا وه‌رزشی یا دهوکێ) é um clube de futebol profissional baseado em Dohuk, no Curdistão iraquiano.
Fundado em 1970, disputa atualmente a primeira divisão do Iraque (2020-21).

## História
O Duhok Football Club (Duhok FC) foi fundado pelos jovens da cidade de Duhok quando três equipes se uniram para estabelecer o clube em 14 de dezembro de 1970.

### Títulos
- Iraque Premier League: 1 (2010)
- Iraque Divisão Um: 1 (1998)
- Iraque Divisão 2: 1 (1995)